# Bodegas B. Rodríguez La-Cave, S. A
B. Rodríguez La-Cave, S. A. es el nombre comercial de una casa comercial familiar exportadora de Sanlúcar de Barrameda (Cádiz), fusionada en 1978 con la firma Delgado Zuleta, S. A. Su nombre hace referencia al bodeguero Benito Rodríguez La Cave (1871-1913), hijo de Joaquín Rodríguez Roldán (heredero y propietario de Bodegas Barbadillo, y de Magdalena La-Cave Domínguez). Benito después de casarse en 1890 con su prima María Rodríguez Terán, une los capitales heredados y creados en Sanlúcar de Barrameda por el abuelo de ambos, Enrique Rodríguez Cabanzón (natural de Mazandrero, Santander) y el enorme caudal creado por el abuelo materno de la segunda Rafael Terán Carrera (natural de Soto, Santander; 1797-1883), más la parte de herencia venida por su abuelo José La Cave Gassín, alcalde de Sanlúcar, y la aristócrata Juana Domínguez Villalobos. 
En el pago de Miraflores se situaban sus principales viñas, y sus bodegas de crianza estaban dispersas por el Barrio Alto de Sanlúcar: calles Caballeros, Trillo, Monte de Piedad, Luis de Eguílaz, etc; salvo la primera hoy reconvertida en hotel las demás han sido demolidas.
Las marcas que le dieron fama fueron el amontillado Quo Vadis? y la manzanilla Barbiana, las dos en el mercado en la actualidad, ya que continúan su producción en las bodegas Delgado Zuleta.